# Кинг Оливер
Џозеф Нејтан Оливер (енгл. Joseph Nathan Oliver; Ејбн, 19. децембар 1881 — Савана, 10. април 1938) је био амерички џез музичар, који је свирао на корнету.